# Parafia Ducha Świętego w Drużykowej
Parafia Ducha Świętego w Drużykowej – parafia rzymskokatolicka, znajdująca się w diecezji kieleckiej, w dekanacie szczekocińskim.